# San Miguel Tulapa
San Miguel Tulapa är en ort i Mexiko.   Den ligger i kommunen San Pablo Anicano och delstaten Puebla, i den sydöstra delen av landet, 180 km sydost om huvudstaden Mexico City. San Miguel Tulapa ligger 1 192 meter över havet och antalet invånare är 256.
Terrängen runt San Miguel Tulapa är platt åt sydost, men åt nordväst är den kuperad. Runt San Miguel Tulapa är det ganska tätbefolkat, med 58 invånare per kvadratkilometer. Närmaste större samhälle är Acatlán de Osorio, 10,0 km nordost om San Miguel Tulapa. I omgivningarna runt San Miguel Tulapa växer huvudsakligen savannskog.